# Riedelia bicolor
Riedelia bicolor là một loài ruồi trong họ Tachinidae.